# Chaetonotus variosquamatus
Chaetonotus variosquamatus is een buikharige uit de familie Chaetonotidae. De wetenschappelijke naam van de soort werd in 1979 voor het eerst geldig gepubliceerd door Mock. 